# Liste des villes jumelées de Slovaquie
 (décembre 2016).
Si vous disposez d'ouvrages ou d'articles de référence ou si vous connaissez des sites web de qualité traitant du thème abordé ici, merci de compléter l'article en donnant les références utiles à sa vérifiabilité et en les liant à la section « Notes et références ».

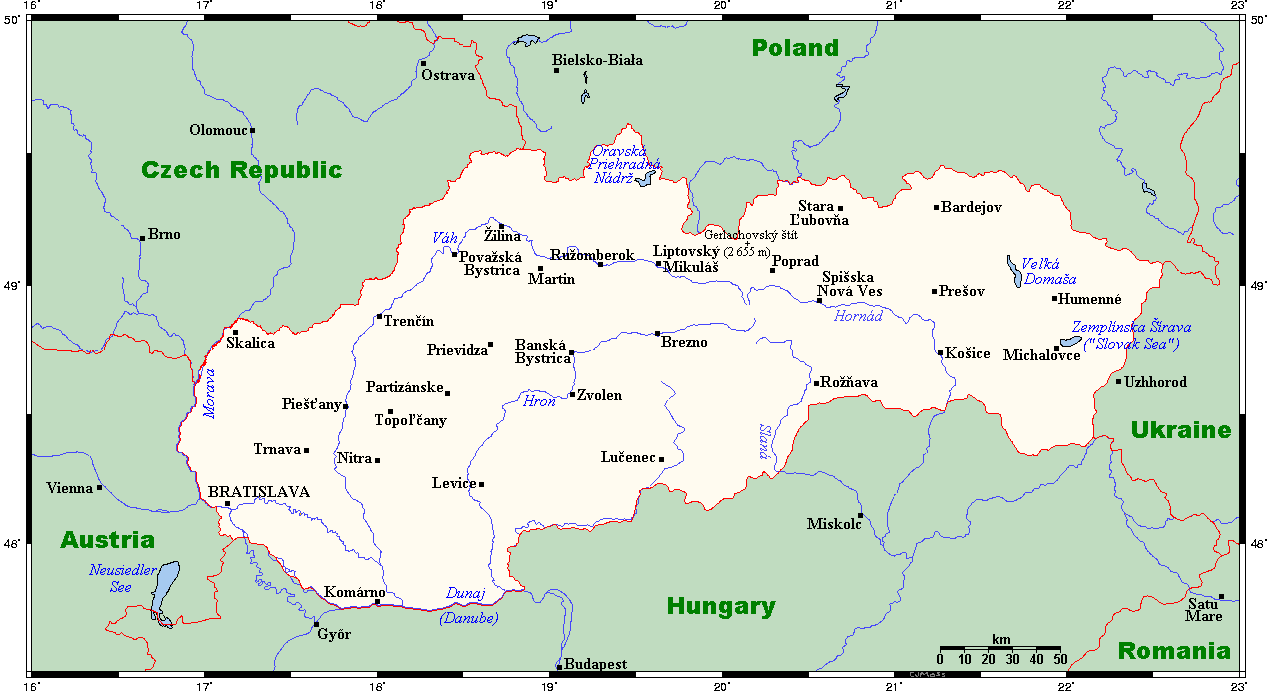
Cartede la Slovaquie.

Ceci est la Liste des villes jumelées de Slovaquie ayant des liens permanents avec des communautés locales dans d'autres pays. Dans la plupart des cas, en particulier quand elle est officialisée par le gouvernement local, l'association est connue comme « jumelage » (même si d'autres termes, tels que « villes partenaires », Sister Cities ou « municipalités de l'amitié » sont parfois utilisés). La plupart des endroits sont des villes, mais cette liste comprend aussi des villages, des districts, comtés, etc., avec des liens similaires.
- Haut – A
- B
- C
- D
- E
- F
- G
- H
- I
- J
- K
- L
- M
- N
- O
- P
- Q
- R
- S
- T
- U
- V
- W
- X
- Y
- Z

## B

### Banská Bystrica[1]
| - Alba, Italie (1967) - Durham, Royaume-Uni (1967) - Hradec Králové, République tchèque(1967) - Salgótarján, Hongrie (1967) - Toula, Russie (1967) - Herzliya, Israël (1995) | - Larissa, Grèce (1995) - Montana, Bulgarie (1995) - Tarnobrzeg, Pologne (1995) - Zadar, Croatie (1995) - Ascoli Piceno, Italie (1998) - Halberstadt, Allemagne (1998) | - Dabas, Hongrie (2000) - Budva, Monténégro (2001) - Radom, Pologne(2001) - Kovačica, Serbie (2002) - Vršac, Serbie (2004) - Saint-Étienne, France (2006) |

### Bratislava[4]
| - Alexandrie, Égypte - Brême, Allemagne - Cleveland (Ohio), États-Unis - Kiev, Ukraine - Cracovie, Pologne - Larnaca, Chypre - Ljubljana, Slovénie | - Roussé, Bulgarie - Parme, Italie - Pérouse, Italie - Prague, République tchèque - Rotterdam, Pays-Bas - Székesfehérvár, Hongrie | - Turku, Finlande - Ulm, Allemagne - Yerevan, Arménie |

## K

### Košice[6]
| - Cottbus, Allemagne (1978) - Rzeszów, Pologne | - Miskolc, Hongrie - Vysoké Tatry, Slovaquie | - Saint-Pétersbourg, Russie - Plovdiv, Bulgarie |

## Z

### Zvolen
Zvolen est un membre du Douzelage depuis 2011, une association de jumelage de 27 villes à travers l’Union européenne. Ce jumelage actif a commencé en 1991 et il y a des événements réguliers, comme un marché de produits de chacun des autres pays et des festivals,.
| - Altea, Espagne - Bad Kötzting, Allemagne - Bellagio, Italie - Bundoran, République d’Irlande - Chojna, Pologne - Granville, France - Holstebro, Danemark - Houffalize, Belgique - Judenburg, Autriche | - Karkkila, Finlande - Kőszeg, Hongrie - Meerssen, Pays-Bas - Niederanven, Luxembourg - Oxelösund, Suède - Prienai, Lituanie - Preveza, Grèce - Sesimbra, Portugal | - Sherborne, Angleterre - Sigulda, Lettonie - Sušice, République tchèque - Türi, Estonie - Škofja Loka, Slovénie - Siret, Roumanie - Tryavna, Bulgarie - Marsaskala, Malte - Agros, Chypre |

## Sources
- (en) Cet article est partiellement ou en totalité issu de l’article de Wikipédia en anglais intitulé « List of twin towns and sister cities in Slovakia » (voir la liste des auteurs).